# Juul Rameau

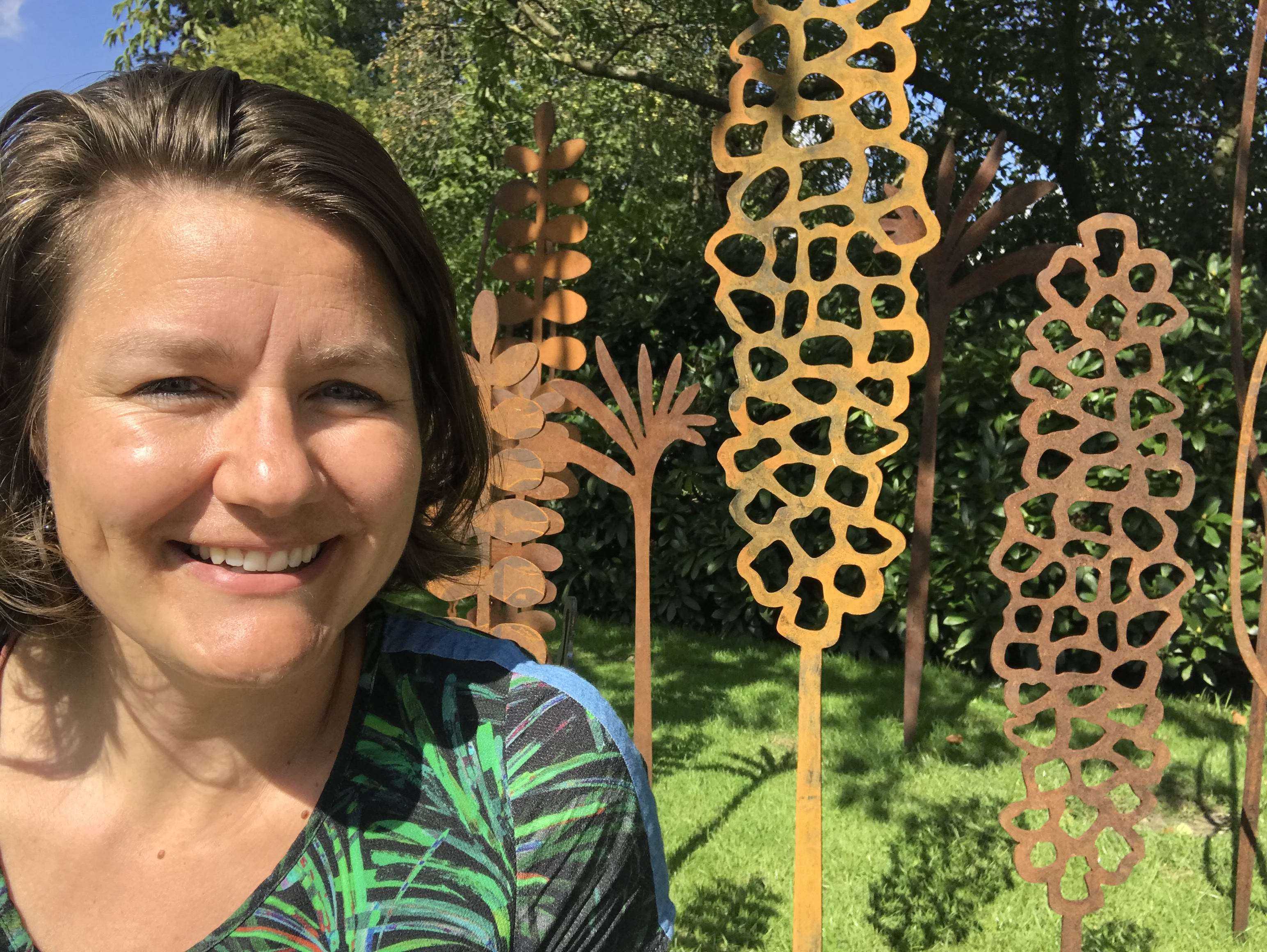
Juul Rameau tijdens Kunst op Sandenburg 2020

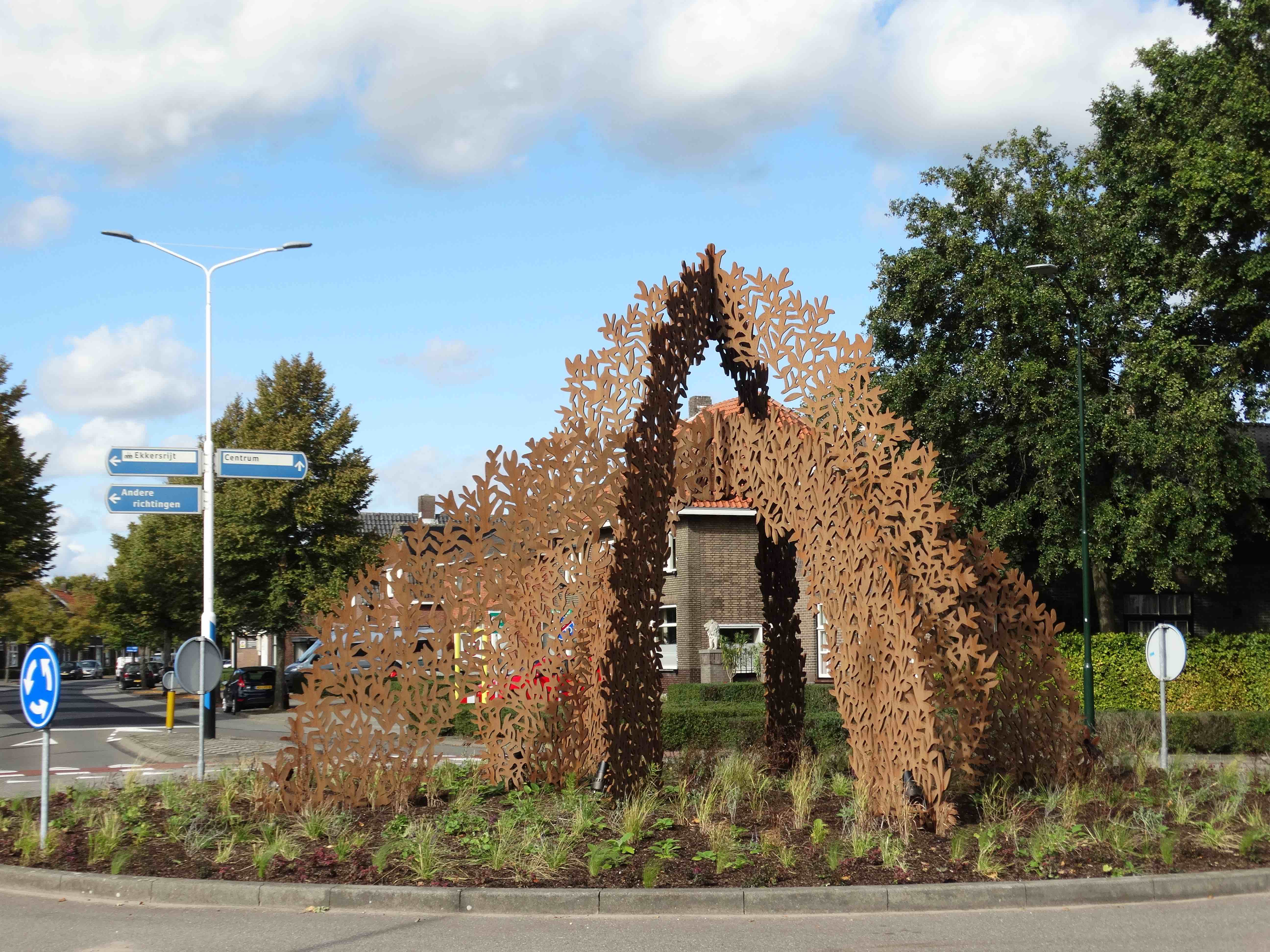
Poorten van Hoop

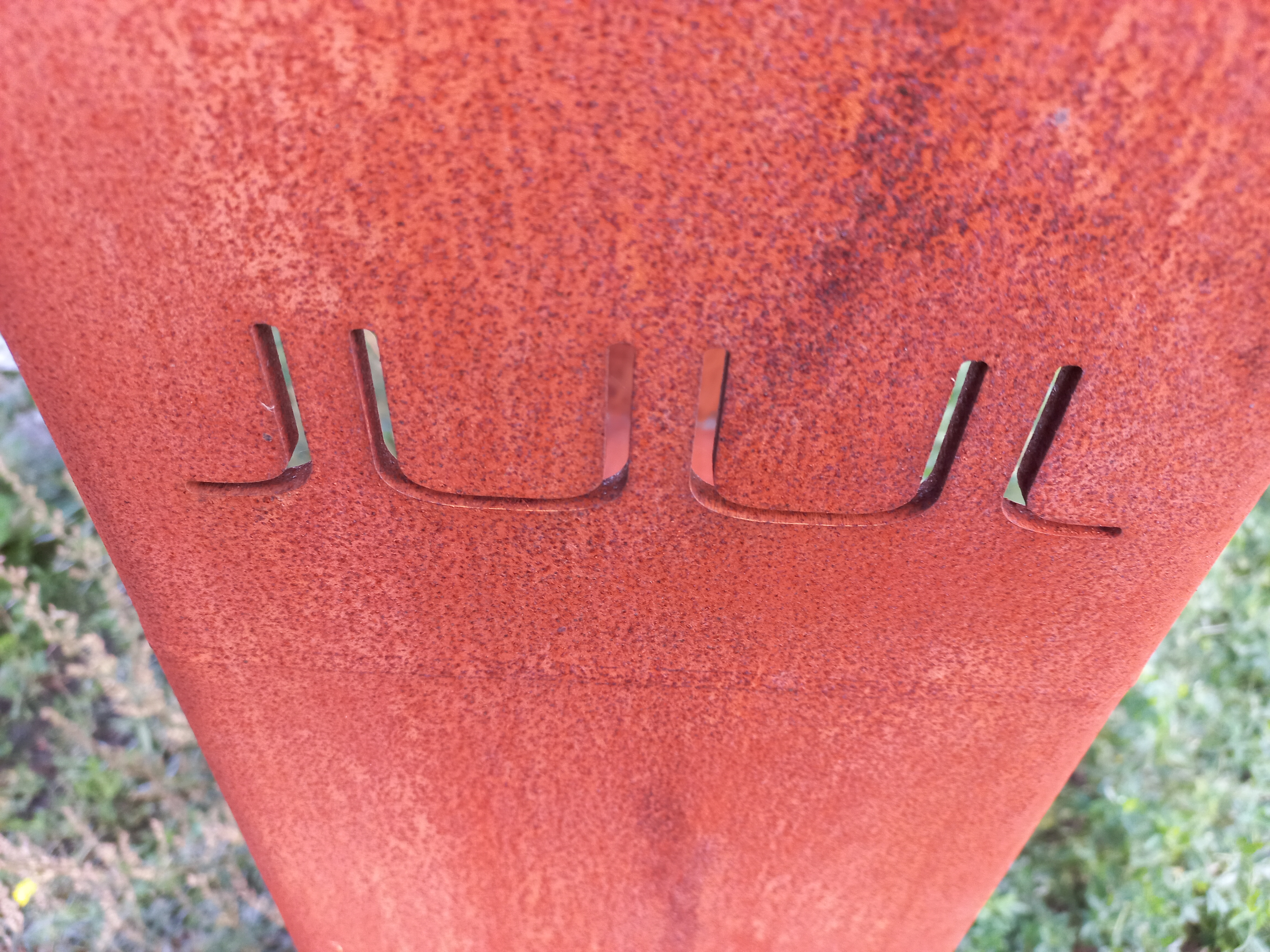
"Handtekening" van Juul Rameau, Amsterdam-Noord (september 2023)

Juul Rameau (1982) is een Nederlands beeldend kunstenaar. Zij maakt sculpturen, schilderijen en werken op papier. Ze maakt vooral sculpturen van cortenstaal. De structuren en vormen zijn geïnspireerd door de natuur. 
Rameau studeerde aan de Hogeschool voor de Kunsten in Utrecht (stad) op de autonome kunstafdeling en specialiseerde zich in grafische druktechnieken. 
Haar boek 101 papavers in één dag (2014) is een studie naar de verschijningsvorm van de papaver en tegelijkertijd een onderzoek naar de verschillende mogelijkheden binnen de grafische ets-techniek. Het boek bevat 101 etsen van papavers, bijeengebracht met teksten en gedichten.

## Visie
Zij werkt vanuit het begrip Biofilie en de Biophilic design principes. 
De mensheid is in de loop van de tijd steeds verder verwijderd geraakt van zijn leefomgeving; de natuur. Met gevolgen voor de aarde en haar en onze (mentale) gezondheid. Dit bewustzijn groeit met de wetenschap dat een duurzame relatie tussen mens en natuur bijdraagt aan gezondheid, welzijn en ons geluk. Het contact met de natuur maakt gelukkiger en gezonder, dat is Biofilie
Zij wil mensen verbinden met de natuur door de fysieke leefomgeving te verrijken met objecten en installaties die verbinden met de natuur. Ze wil de toeschouwer laten kijken met de ogen een ontdekkingsreiziger met verwondering en respect voor de natuurlijke wereld om zich heen.
Als je naar haar werken kijkt, treedt het Biophilia effect in werking. Mensen gaan in hun Onbewuste graven naar herinneringen in de natuur waarin de patronen voorkomen. Terug naar die geluksmomentjes bijvoorbeeld in het bos of op het strand en dat zorgt voor ontspanning.

## Werken in openbare ruimte (een selectie)
- Hasu Bloom (2019) Collse Hoefdijk  Nuenen
- Poorten van Hoop (2019), Kanaalstraat Son en Breugel, cortenstaal. Ter ere van de vieringen rondom 75 jaar bevrijding van het dorp in 2019.
- Facilitating Fruitful Growth (2019). Brainport Industries Campus (BIC), Eindhoven, geopend door koning Willem-Alexander der Nederlanden.
- Faunaduct De Golf (2019) Oversteekplaats voor dieren in Eindhoven
- Groen goud (2021) Station Best Onderdeel van project productieve natuur van de gemeente best.
- Insectenhotel de Keesman (2021-2022) Gemeente Alkmaar Ter attentie van Biodiversiteit
- Hotello Insecta (2022) Floriade (Nederland) in Almere Ter attentie van Biodiversiteit
- Collected trees (2021) - Golden series
- Circle of Life (2020) Privaat Groen Domein in Zeist
- Insektenhotel Hellingstraat/park (2023), Amsterdam-Noord

## Fotogalerij

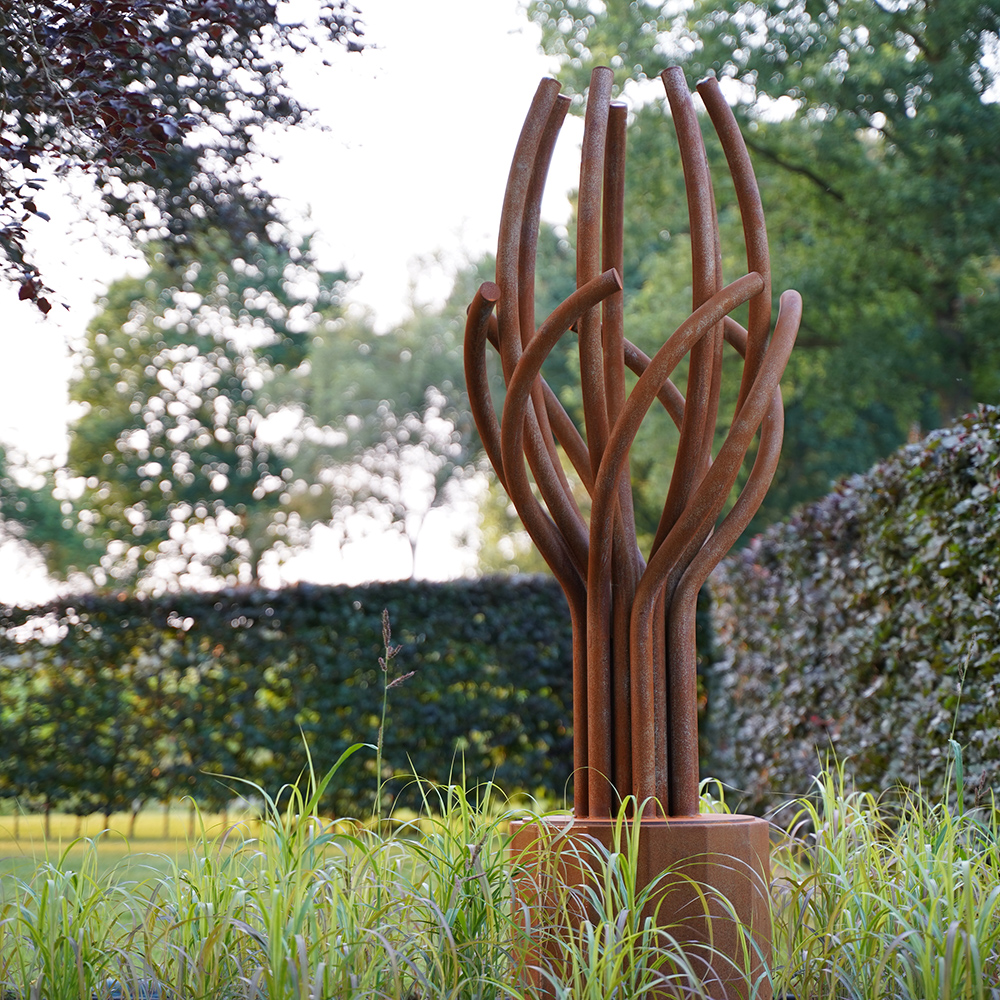
Magical Bloom
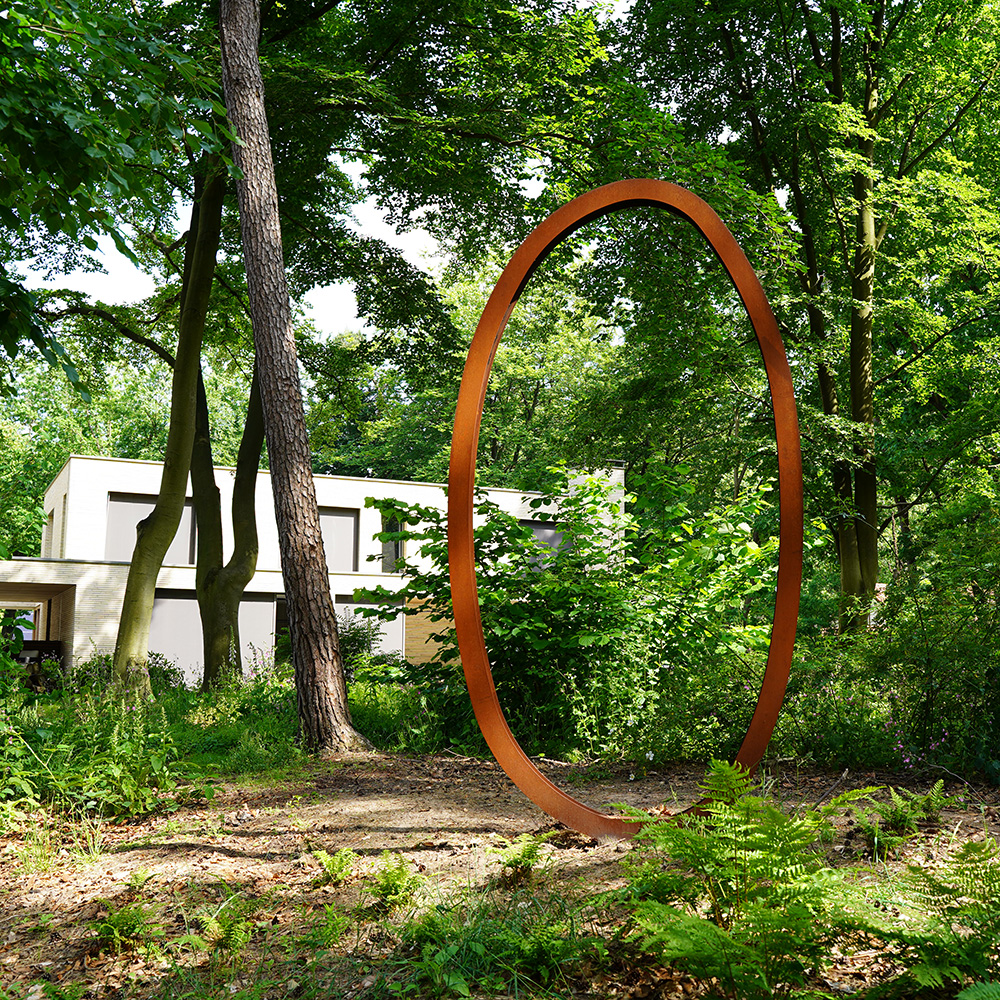
Circle of Life
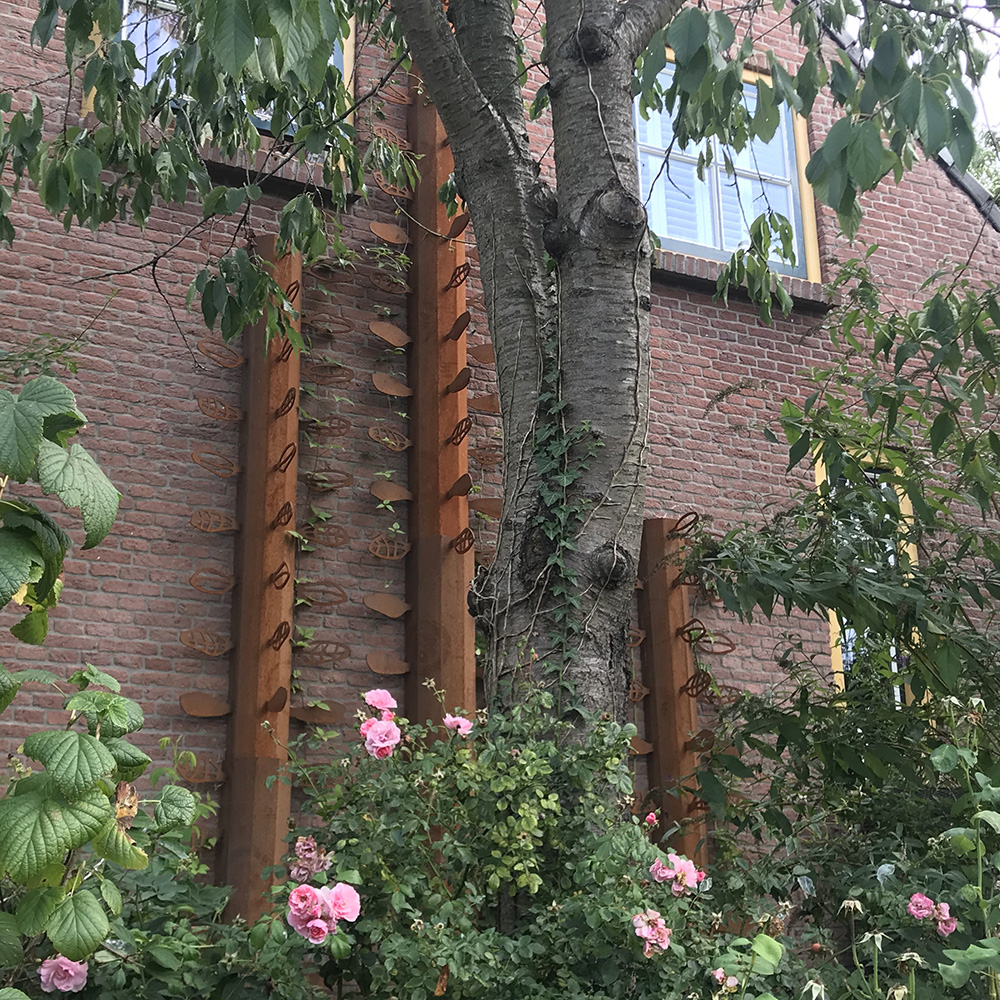
Gevelobject
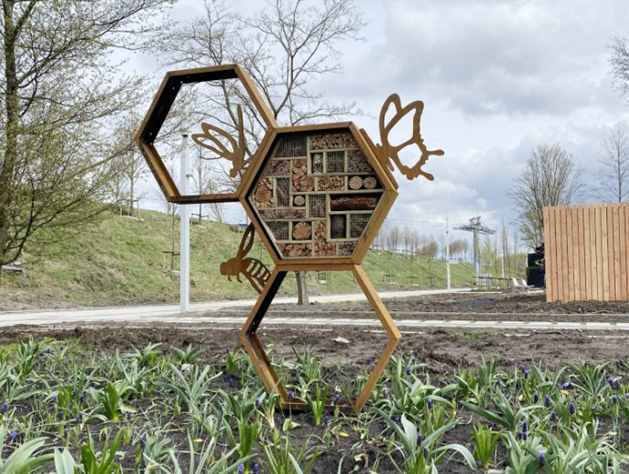
Hotello Insecta
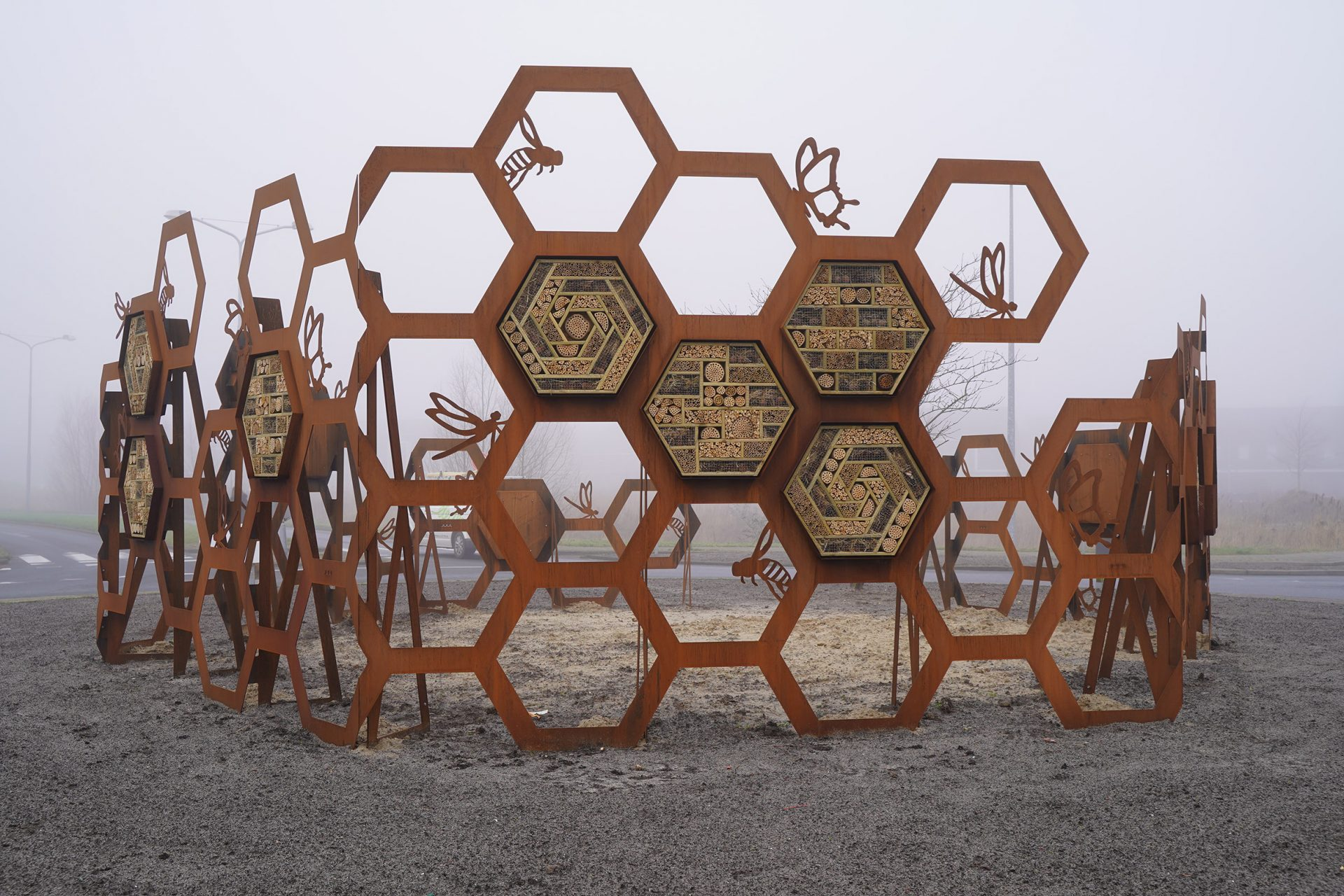
Rotonde de Keesman
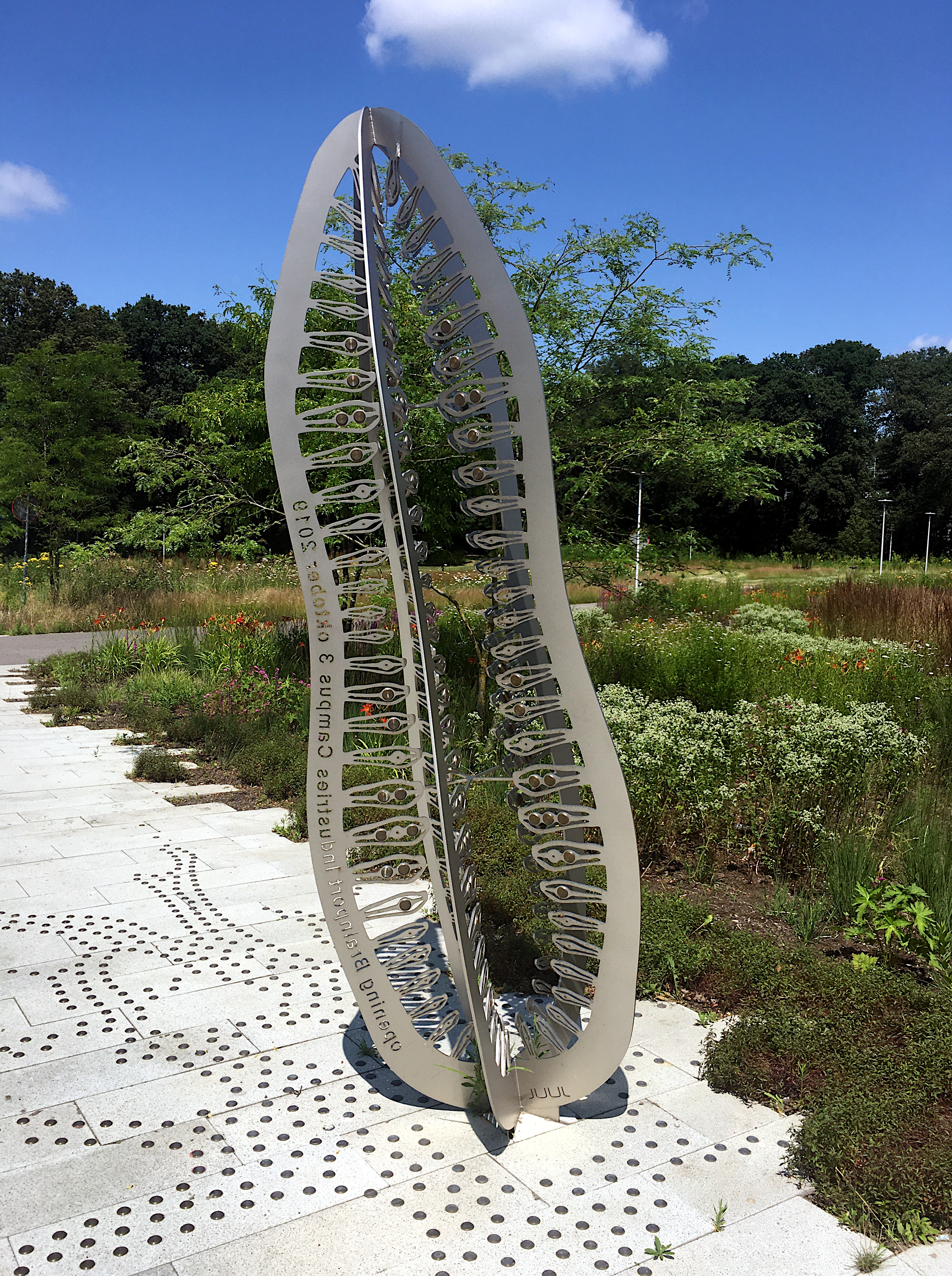
Facilitating Fruitfull Growth
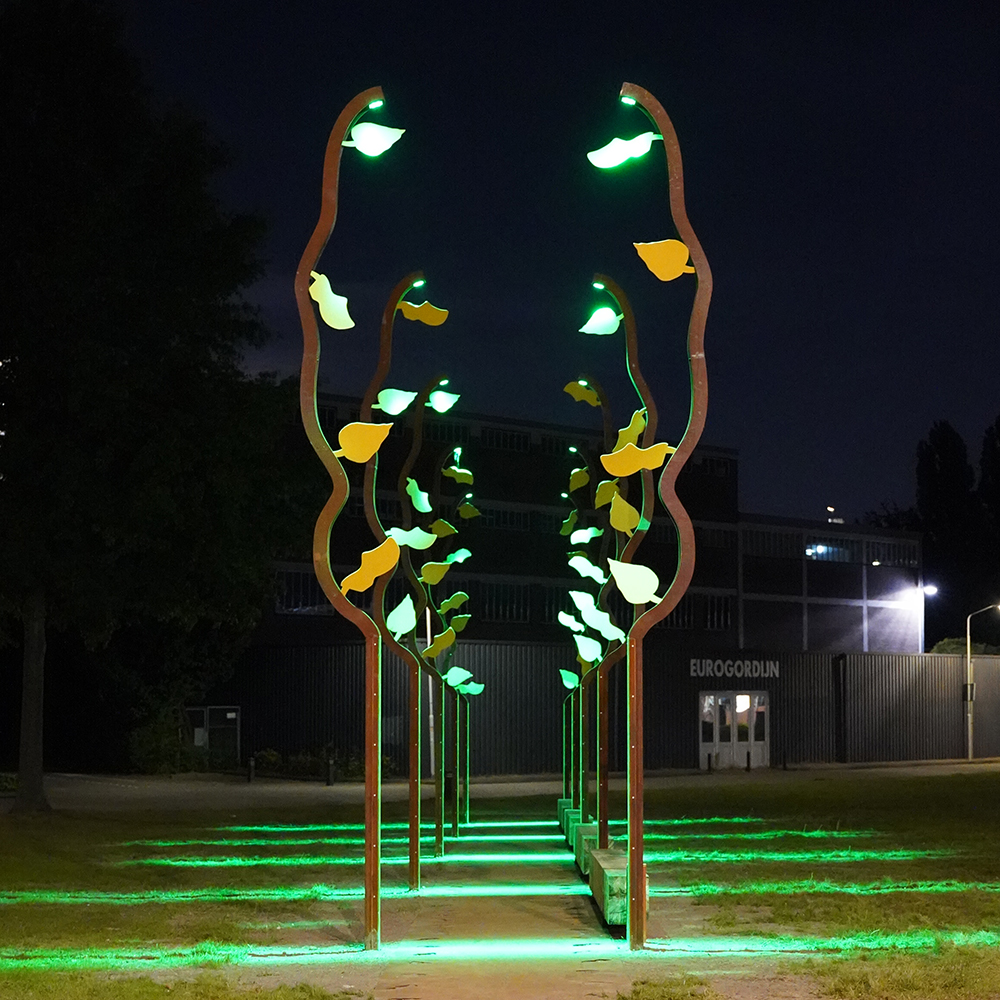
Groen Goud
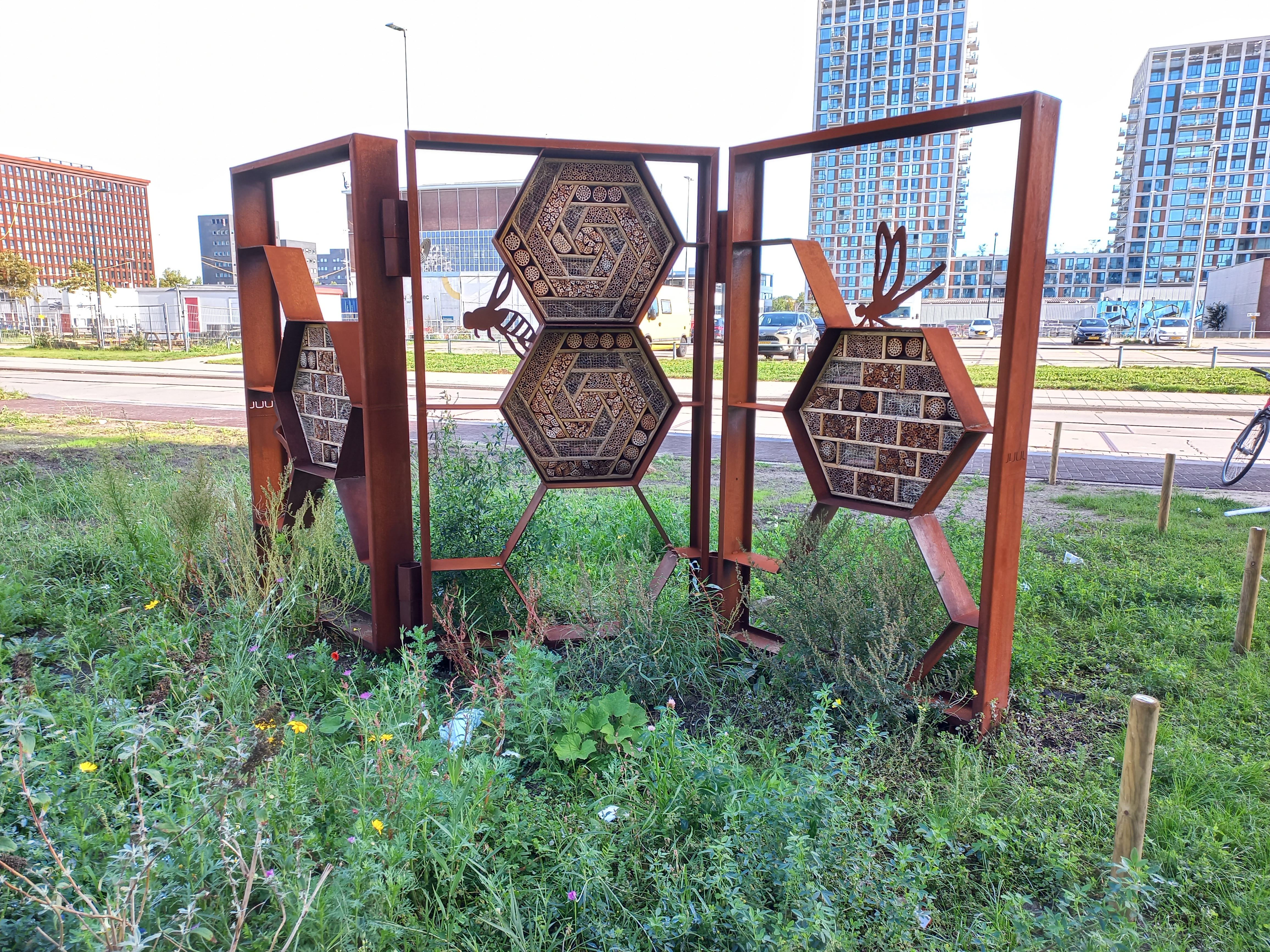
Insectenhotel Amsterdam-Noord (september 2023)